# チェルダ
チェルダ（イタリア語: Cerda）は、イタリア共和国シチリア自治州パレルモ県にある人口約5,100人の基礎自治体（コムーネ）。

## 地理

### 位置・広がり
パレルモ県のコムーネ。県都パレルモから東南東へ46kmの距離にある。

#### 隣接コムーネ
隣接するコムーネは以下の通り。
- アリミヌーザ
- コッレザーノ
- シャーラ
- シッラート
- スクラーファニ・バーニ
- テルミニ・イメレーゼ

## 行政

### 分離集落
チェルダには、以下の分離集落（フラツィオーネ）がある。
- Fontanarossa, Castellaccio, Burgìtabùs, Sambuca

## 歴史
1906年から始まり1977年まで開催された公道自動車レース「タルガ・フローリオ」は、チェルダ駅前をスタート・ゴールとした。